# NGC 1632
NGC 1632 is een spiraalvormig sterrenstelsel in het sterrenbeeld Eridanus. Het hemelobject werd in 1886 ontdekt door de Amerikaanse astronoom Frank Muller.

## Synoniemen
- IC 386
- PGC 15769
- NPM1G -09.0208